# 九峰镇 (乐昌市)
九峰镇，是中华人民共和国广东省韶关市乐昌市下辖的一个乡镇级行政单位。

## 行政区划
九峰镇下辖以下地区：
九峰街社区、浆源村、文洞村、茶料村、联安村、坪石村、三联村、横坑村、上廊村、小廊村、大廊村、遑洞村和溪下村。